# حلولية
الحلولية ( وحدة الوجود الروحية ) هي الاعتقاد بأن الإله يحل في بعض بني الإنسان، وقد عرفت هذه الفكرة في المسيحية حيث يعتقدون أن الله حل في المسيح 

## الثالوث الحلولى في اليهودية
الثالوث الحلولي مُكوَّن من الإله والأرض والشعب، فيحل الإله في الأرض، لتصبح أرضاً مقدَّسة ومركزاً للكون ( أرض الميعاد )، ويحل في الشعب ليصبح شعباً مختاراً، ومقدَّساً وأزلياً . ولهذا السبب، يُشار إلى الشعب اليهودي بأنه «عم قادوش»، أي «الشعب المقدَّس» و«عم عولام» أي «الشعب الأزلي»، و«عم نيتسح»، أي «الشعب الأبدي».

## الحلولية في الإسلام
لا يوجد شيء اسمه الحلولية في الإسلام، إنما ظهرت فرقة تم تسميتها لاحقا باسم مذهب الحلولية أو الاتحادية، وهي فرقة بدعية تم الرد عليها من أهل السنة والجماعة: يقولون أن كل كلام يُسمع في الوجود فهو كلام الله سواء تكلم به إنسان، أو حيوان، أو طير، أو دابة، وسواء أكان حقا أم باطلًا، وسواء أكان شعرا أم نثرا، فجميع ما يسمع في الوجود فهو كلام الله.
ولذلك لا يوجد شيء اسمه حلوليه في الإسلام، إنما كلام الله هو القرآن الكريم والسنة النبوية المطهرة فقط، وقد بلغ بها رسول الله محمد صل الله عليه وسلم عن طريق الوحي جبريل الأمين عليه السلام.